# John Reid (baron)
John Reid, baron Reid of Cardowan (ur. 8 maja 1947 w Bellshill) – brytyjski polityk (Partii Pracy), arystokrata i działacz sportowy, minister w gabinetach Tony’ego Blaira, przewodniczący Izby Gmin, prezes Celticu Glasgow.

## Życiorys
Urodził się 8 maja 1947 w Bellshill, w północnym Lanarkshire. Wykształcenie odebrał w Coatbridge. Po opuszczeniu szkoły w wieku 16 lat pracował w Glasgow Law Office. Następnie uczęszczał na zajęcia uniwersytetu otwartego, po czym podjął naukę na uniwersytecie w Stirling. Ukończył tam historię oraz historię ekonomiczną. Początkowo związany był z Komunistyczną Partią Wielkiej Brytanii, ale ostatecznie został członkiem Partii Pracy. W latach 1983–1987 był doradcą politycznym lidera laburzystów, Neila Kinnocka. W 1987 r. wygrał wybory do Izby Gmin w okręgu Mortherwell North. Po zlikwidowaniu tego okręgu reprezentował w latach 1997–2005 okręg Hamilton North and Bellshill. Od 2005 r. reprezentuje natomiast okręg Airdrie and Shotts.
W 1989 r. Reid został głównym mówcą opozycji ds. dzieci. Był nim do 1990 r., kiedy został opozycyjnym mówcą ds. obrony. Po wygranych przez Partię Pracy wyborach w 1997 r. Reid został ministrem stanu w ministerstwie obrony. W 1998 r. został ministrem stanu w resorcie transportu. Był nim do 17 maja 1999 r., kiedy to został ministrem ds. Szkocji i członkiem gabinetu. Podczas sprawowania tego urzędu często popadał w konflikty ze Szkockim Parlamentem. W styczniu 2001 r. otrzymał tekę ministra ds. Irlandii Północnej, jako pierwszy katolik na tym stanowisku. 24 października 2002 r. został ministrem bez teki i Party Chair.
Po rezygnacji w marcu 2003 r. Robina Cooka ze stanowisk rządowych w związku z jego obiekcjami odnośnie brytyjskiego udziału w inwazji na Irak, Reid objął jego stanowiska przewodniczącego Izby Gmin i Lorda Przewodniczącego Rady. Sprawował je jednak tylko trzy miesiące, po czym został mianowany ministrem zdrowia. Jego autorytarny styl kierowania resortem wywoływał krytykę ze strony liderów Narodowej Służby Zdrowia. Starał się możliwie ograniczyć proponowany zakaz palenia w miejscach publicznych do miejsc, gdzie podawane jest jedzenie. Następczynią Reida w ministerstwie zdrowia, Patricia Hewitt, doprowadziła ostatecznie do wprowadzenia całkowitego zakazu palenia.
Pozostał w ministerstwie zdrowia do 2005 r., kiedy to po kolejnych wyborach zastąpił Geoffa Hoona jako minister obrony. W 2006 r. został ministrem spraw wewnętrznych. Z tego stanowiska zrezygnował w czerwcu 2007 r. wraz z odejściem premiera Blaira. Nie objął żadnego urzędu w administracji Gordona Browna i powrócił do tylnych ław parlamentu. 15 września 2007 r. ogłosił, że nie wystartuje w następnych wyborach parlamentarnych. 7 listopada 2007 r. został prezesem klubu piłkarskiego Celtic Glasgow.

## Życie prywatne
Od 1969 r. był żonaty z Cathie McGowan, która zmarła na atak serca w 1998 r. W 2002 r. poślubił reżyserkę filmową Carine Adler.